# Torres de Segre
Torres de Segre ist eine katalanische Gemeinde (Municipio) mit 2.318 Einwohnern (Stand: 2024) in der Provinz Lleida im Nordosten Spaniens. Sie ist Teil der Comarca Segrià. 

## Geographie
Torres de Segre liegt etwa 15 Kilometer südwestlich vom Stadtzentrum von Lleida in einer Höhe von ca. 120 m am Segre. Durch die Gemeinde führen die Autopista AP-2 und die Autovía A-2.

## Einwohnerentwicklung
| 1900 | 1930 | 1950 | 1970 | 1981 | 1991 | 2001 | 2011 | 2021 |
| ---- | ---- | ---- | ---- | ---- | ---- | ---- | ---- | ---- |
| 1619 | 1882 | 1589 | 2045 | 1820 | 1826 | 1838 | 2146 | 2381 |

## Sehenswürdigkeiten

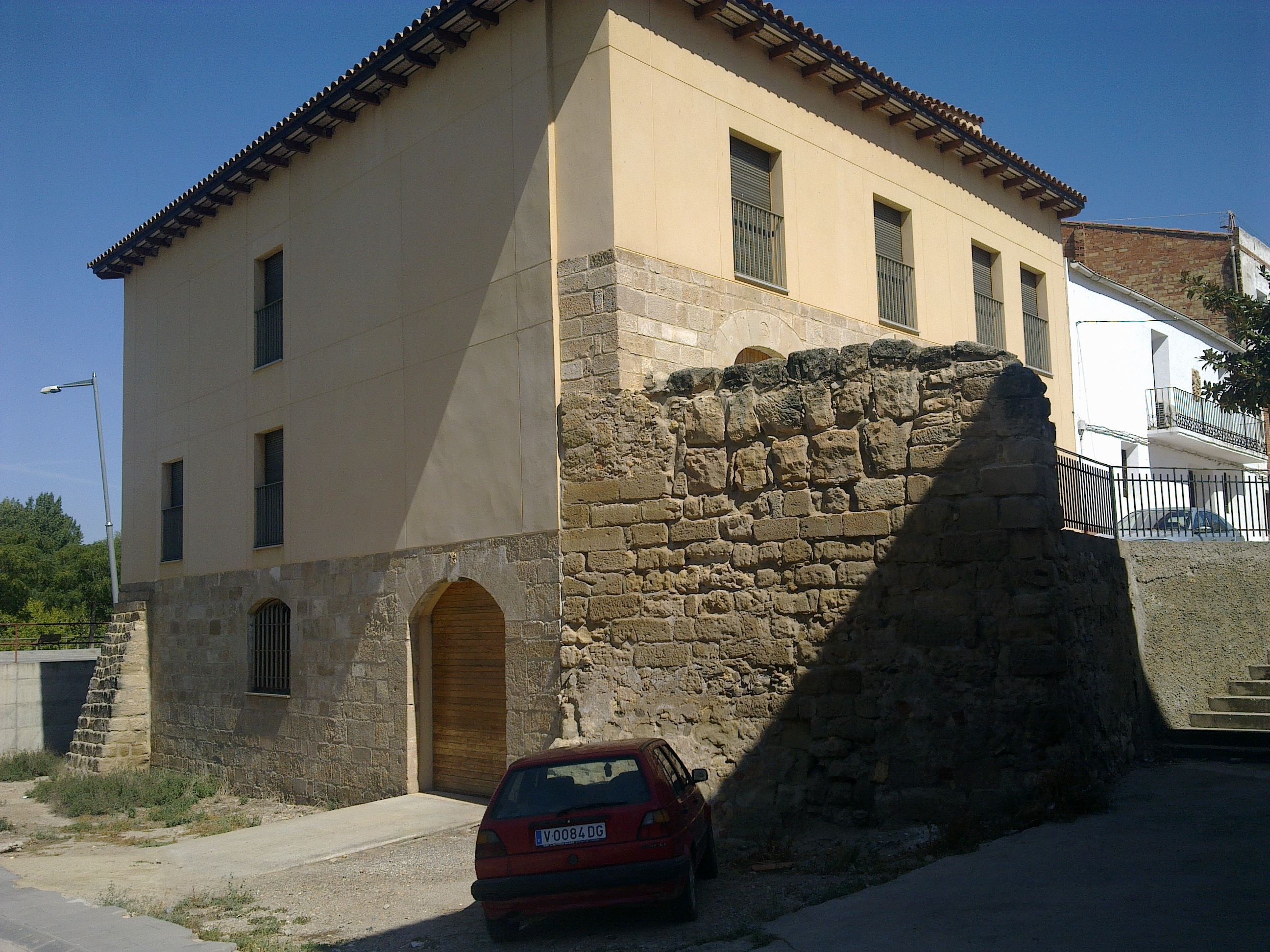
Burgruine von Torres del Segre
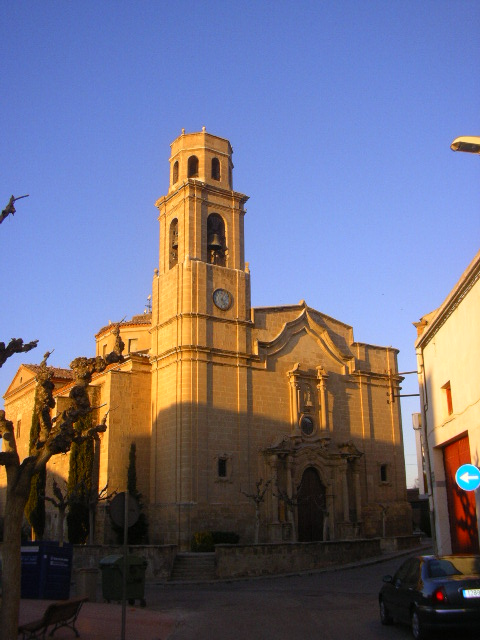
Kirche Mariä Himmelfahrt
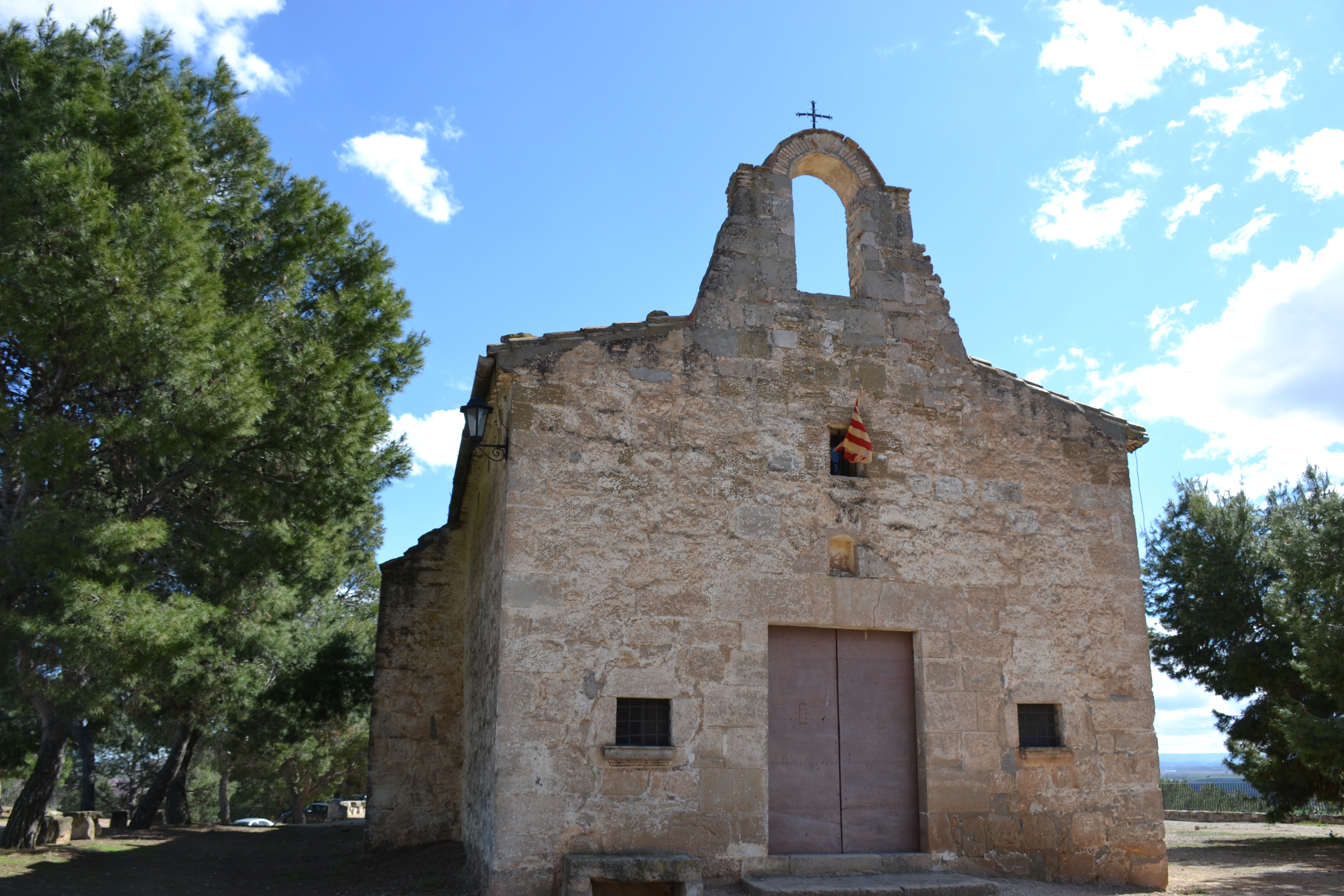
Marienkirche

- Burgruine von Torres del Segre
- Kirche Mariä Himmelfahrt
- Marienkirche

## Persönlichkeiten
- Montserrat Soliva Torrentó (1943–2019), Chemikerin